# スナップオン
スナップオン(Snap-on)は、アメリカ合衆国ウィスコンシン州の大手工具メーカー。ソケットレンチを発明したことで有名で、スナップオンブランドの他ブルーポイント(Blue-Point)ブランドなどの自動車整備用工具、機械、用品などを製造・販売している。

## 概要
自動車ディーラーやモーターレースのF-1・Moto-GPの整備のプロが絶大な信頼をよせている工具メーカーである。1920年代にフォード・モデルTの生産台数が飛躍的に伸びアメリカでのモータリゼーションが本格化した時代にスナップオンは設立された。グラインダーの製造に携わっていたジョセフ・ジョンソン(Joseph Johnson)が「少ないツールで多くの作業が出来る。」という考え方から従来の一体型のレンチをハンドルとソケットに分離することを考えた。このアイデアがインターチェンジャブルソケットレンチの始まりであり、スナップオンの基礎を築いた。当時勤務していた会社の上司にこのアイデアを提案するが認めてもらえず、独立して商品化することになる。最初に販売されたレンチは、5種類のハンドルと10種類のソケットのセットで「5本で50の仕事をする」とのキャッチフレーズが付けられていた。パートナーのウイリアル・セイドマン(William Seidemann)とサンプルを顧客に持ち込み工具の良さを実証することで500セットの受注の成功を得る。
現在（2012年）のSnap-onのロゴデザイン は1955年から使用されている。1923-1931年、1939年、1944年、1948年、1950年、1953年、1981年と時代とともに変化している
。

## 沿革

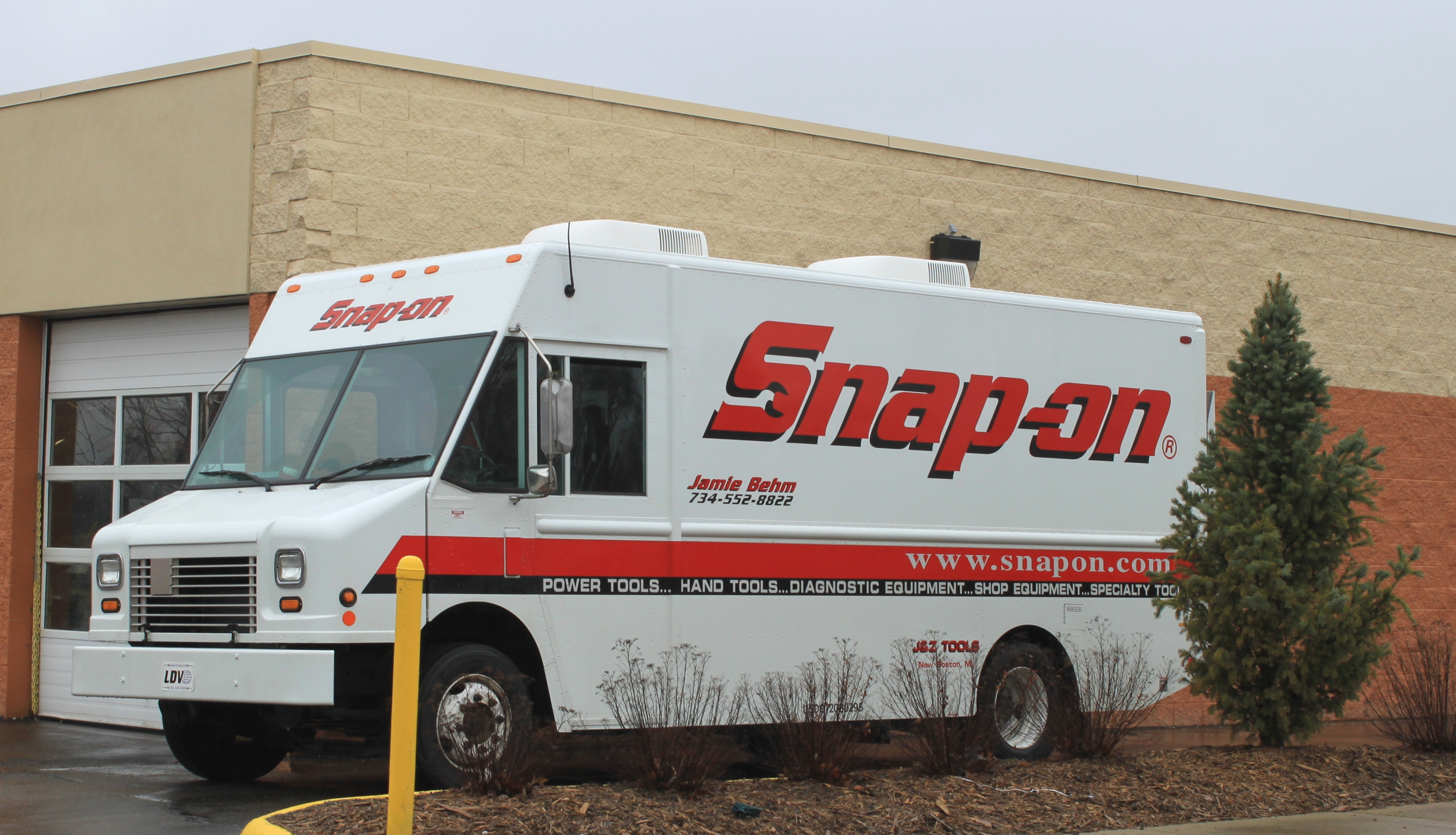
スナップオンのウォークスルーバン

- 1920年 - 創業者ジョセフ・ジョンソンがソケットレンチを発明。スナップオン・レンチ・カンパニー（Snap-on Wrench Company ）を設立。
- 1967年 - 日本市場に参入。以後六工社が日本における輸入販売代理店となる。
- 1989年 - 日本法人スナップオン・ツールズ・インダストリアル株式会社設立、その後スナップオン・ツールズ・ジャパン株式会社に商号変更した。（通称スナップオンジャパン）

## フランクドライブ
従来は点接触でボルトやナットを回していたのに対して、面接触で回すことにより高いトルクでの締め付けを可能とした。1960年代にアメリカ軍の要請で発明され特許を取得したが1980年代に切れ、各メーカーとも同様の機構を採用している。

## バンセールス
スナップオンは1940年代にウォークスルータイプのバンを改造した移動店舗によるセールスを始め、決まった区域を巡回して販売するスナップオン・バンセリングという特徴的な販売システムを取っている。世界130カ国で約5000台になり、日本国内では約300台程のバンが走っており、そのほとんどのバンがフランチャイズ方式である。

## 無期限保証
消耗品、計測機器等を除いてスナップオンの工具は無期限保証となっている。
保証規定に合致するのは「日本国内の正規販売店から新品で購入」し「製造上の欠陥や材質の問題によって製品に瑕疵が認められ、使用不可能なツール」であり、修理または交換がされる。これ以外にも実際には交換してもらえる事例もあって、スナップオンがユーザーから厚い信頼を受ける要因の一つとなっているが、それは保証規定に基づかないスナップオンバンセールスの厚意によるものである。

## ブルーポイント
スナップオンの廉価ブランドで精度、仕上げの質が異なる。保証規定についても「製造上の欠陥に対し無期限保証」とあり、材質の問題には言及されていない。多くは他社からのOEM供給を受けた製品であり、日本製のものもある。

## スナップオンジャパンが輸入販売するブランド
海外ではM&A（企業買収）が盛んであるが、工具業界も大きな幾つかのグループが形成されている。
スナップオンもそのグループの大きな核の一つになっている。
特にバーコ、ベルツアーなど欧州の老舗高品質ブランドを買収して生産コストの低い国に生産拠点を移し、スナップオンとは競合しない廉価ブランドとして位置づけることも多い。
また、買収した工場でSNAP-ONブランドの生産も行っている。
スナップオンジャパンはスナップオングループの傘下に組入ったブランドの製品を中心に、スナップオンやブルーポイント以外のブランドも取り扱う。それらはバンセールスのルート以外にも、一般の工具商の流通ルートでも販売されている。
- バーコ
- リンドストローム
- ウィリアムス
- AMPCO（アンプロ）
- エーディーアイ
- シーディーアイ
- Tech-EV
- スパイダー
- ロックジョー
- ベルツアー（ブランド廃止）
- PALMERA（パルメラ）
- Lisle（ライル）
- MIRKA（ミルカ）‐サンドペーパー
- アセサ（かつて欧州調梨地表面仕上げとして、バンセールスで取り扱っていた。）
- PERMATEX‐ケミカル剤
- ファストオレンジ‐石鹸
- マグワイヤー‐カーワックス
- Ringers（リンガーズ）‐グローブ

大手HEXレンチメーカーのボンダスもスナップオンの傘下になったが、日本ではボンダスの製品はボンダスジャパンが販売している。
（スナップオンのHEXレンチはボンダス製である。）
以前はPAOとエステルでブレンドされた、スナップオンブランドの化学合成エンジンオイルを販売していたが、生産は日本サン石油（SUNOCO）が担っていた、なお、公式な販売ではないが、スナップオンのバンセールスはテリトリー内の幅広いニーズに対応するため、スナップオンの競合メーカーの製品も扱う。